# USS Apogon (SS-308)
USS Apogon (SS-308) là một  tàu ngầm lớp Balao từng phục vụ cùng Hải quân Hoa Kỳ trong Chiến tranh Thế giới thứ hai. Nó là chiếc tàu chiến duy nhất của Hải quân Hoa Kỳ được đặt cái tên này, theo tên chi cá Apogon thuộc bộ Cá vược. Nó đã phục vụ trong suốt Thế Chiến II, thực hiện tổng cộng tám chuyến tuần tra, đánh chìm ba tàu Nhật Bản với tổng tải trọng 7.575 tấn. Được cho ngừng hoạt động sau khi xung đột chấm dứt vào năm 1945, con tàu được huy động vào việc thử nghiệm bom nguyên tử trong khuôn khổ Chiến dịch Crossroads tại đảo san hô Bikini, và bị đánh chìm trong thử nghiệm Baker vào ngày 25 tháng 7, 1946. Apogon được tặng thưởng sáu Ngôi sao Chiến trận do thành tích phục vụ trong Thế Chiến II.

## Thiết kế và chế tạo
Thiết kế của lớp Balao được cải tiến dựa trên  tàu ngầm lớp Gato dẫn trước, là một kiểu tàu ngầm hạm đội có tốc độ trên mặt nước cao, tầm hoạt động xa và vũ khí mạnh để tháp tùng hạm đội chiến trận. Khác biệt chính so với lớp Gato là ở cấu trúc lườn chịu áp lực bên trong dày hơn, và sử dụng thép có độ đàn hồi cao (HTS: High-Tensile Steel), cho phép lặn sâu hơn đến 400 ft (120 m). Con tàu dài 311 ft 9 in (95,02 m) và có trọng lượng choán nước 1.526 tấn Anh (1.550 t) khi nổi và 2.424 tấn Anh (2.463 t) khi lặn. Chúng trang bị động cơ diesel dẫn động máy phát điện để cung cấp điện năng cho bốn động cơ điện, đạt được công suất 5.400 shp (4.000 kW) khi nổi và 2.740 shp (2.040 kW) khi lặn, cho phép đạt tốc độ tối đa 20,25 hải lý trên giờ (37,50 km/h) và 8,75 hải lý trên giờ (16,21 km/h) tương ứng. Tầm xa hoạt động là 11.000 hải lý (20.000 km) khi đi trên mặt nước ở tốc độ 10 hải lý trên giờ (19 km/h) và có thể hoạt động kéo dài đến 75 ngày.
Tương tự như lớp Gato dẫn trước, lớp Balao được trang bị mười ống phóng ngư lôi 21 in (530 mm), gồm sáu ống trước mũi và bốn ống phía phía đuôi tàu, chúng mang theo tối đa 24 quả ngư lôi. Vũ khí trên boong tàu gồm một hải pháo 4 inch/50 caliber, một khẩu pháo phòng không Bofors 40 mm nòng đơn và một khẩu đội Oerlikon 20 mm nòng đôi, kèm theo hai súng máy .50 caliber. Trên tháp chỉ huy, ngoài hai kính tiềm vọng, nó còn trang bị ăn-ten radar SD phòng không và SJ dò tìm mặt biển. Tiện nghi cho thủy thủ đoàn bao gồm điều hòa không khí, thực phẩm trữ lạnh, máy lọc nước, máy giặt và giường ngủ cho hầu hết mọi người, giúp họ chịu đựng cái nóng nhiệt đới tại Thái Bình Dương cùng những chuyến tuần tra kéo dài đến hai tháng rưỡi.
Con tàu được dự định mang tên Abadejo, nhưng được đổi tên thành Apogon vào ngày 24 tháng 9, 1942 trước khi được đặt lườn tại Xưởng hải quân Portsmouth ở Kittery, Maine vào ngày 9 tháng 12, 1942. Nó được hạ thủy vào ngày 10 tháng 3, 1943, được đỡ đầu bởi bà Helen Lorena Withers, phu nhân Chuẩn đô đốc Thomas Withers, và được cho nhập biên chế cùng Hải quân Hoa Kỳ vào ngày 16 tháng 7, 1943 dưới quyền chỉ huy của Hạm trưởng, Thiếu tá Hải quân Walter Paul Schoeni.

## Lịch sử hoạt động

### 1943
Sau khi hoàn tất việc chạy thử máy huấn luyện tại vùng biển ngoài khơi New England, Apogon chuẩn bị để được điều động sang khu vực Mặt trận Thái Bình Dương. Nó khởi hành từ Căn cứ Tàu ngầm Hải quân New London vào ngày 13 tháng 9, 1943, băng qua kênh đào Panama vào ngày 25 tháng 9 và đi đến Trân Châu Cảng thuộc quần đảo Hawaii vào ngày 11 tháng 10, nơi nó tiếp tục được huấn luyện trong ba tuần lễ tiếp theo.

#### Chuyến tuần tra thứ nhất
Khởi hành từ Trân Châu Cảng vào ngày 3 tháng 11 cho chuyến tuần tra đầu tiên, Apogon hoạt động trong phạm vi 60 hải lý (110 km) chung quanh đảo Moen, và dọc theo tuyến đường hàng hải giữa Truk và Kwajalein nhằm hỗ trợ cho Chiến dịch Galvanic để chiếm đóng quần đảo Gilbert. Sau chặng dừng ngắn tại đảo Johnston vào ngày 5 tháng 11 để tiếp thêm nhiên liệu, và tại khu vực tuần tra đã tiến hành ba lượt tấn công vào những mục tiêu khác nhau, nhưng chỉ đánh chìm được chiếc pháo hạm cũ Daido Maru (2.962 tấn) vào ngày 4 tháng 12. Nó kết thúc chuyến tuần tra khi quay trở về Midway vào ngày 18 tháng 12, rồi tiếp tục đi đến Trân Châu Cảng vào ngày 26 tháng 12 để được sửa chữa.

### 1944

#### Chuyến tuần tra thứ hai
Trong chuyến tuần tra thứ hai từ ngày 15 tháng 1 đến ngày 9 tháng 3, 1944 tại vùng biển quần đảo Mariana, vào ngày 1 tháng 2, Apogon phát hiện một đoàn sáu tàu buôn, phóng ngư lôi tấn công và đánh chìm được một chiếc. Nó sau đó tiếp tục tấn công một tàu phụ trợ khác và cho rằng đã đánh chìm cả hai mục tiêu. Tuy nhiên cả hai chiến công này không được công nhận khi đối chiếu với tài liệu của phía Nhật Bản sau chiến tranh. Nó quay trở về Trân Châu Cảng sau 50 ngày tuần tra, và neo đậu cặp bên mạn tàu tiếp liệu tàu ngầm Bushnell (AS-15) vào ngày 10 tháng 3 để được tái trang bị. Con tàu tiếp tục được sửa chữa tại Xưởng hải quân Trân Châu Cảng từ ngày 15 đến ngày 19 tháng 3, nơi nó được thay hai chân vịt mới.

#### Chuyến tuần tra thứ ba
Sau một giai đoạn huấn luyện, Apogon lên đường vào ngày 2 tháng 4 cho chuyến tuần tra thứ ba. Nó ghé đến đảo Johnston vào ngày 4 tháng 4 để được tiếp thêm nhiên liệu trước khi hướng sang vùng biển các đảo chính quốc Nhật Bản. Tuy nhiên do một thủy thủ bị thương do tai nạn súng cướp cò, chiếc tàu ngầm phải quay trở lại đảo để chuyển người bị thương lên bờ. Chuyến tuần tra được tiếp tục vào ngày 6 tháng 4 và kéo dài cho đến ngày 22 tháng 5 mà không tìm thấy mục tiêu nào phù hợp, nên nó quay trở về căn cứ tại Majuro và được tái trang bị từ ngày 23 tháng 5.

#### Chuyến tuần tra thứ tư
Lên đường vào ngày 8 tháng 6 cho chuyến tuần tra thứ tư tại khu vực giữa Đài Loan và Philippines, Apogon hoạt động trong thành phần một đội tấn công phối hợp "Bầy sói" vốn bao gồm các tàu ngầm Guardfish (SS-217), Thresher (SS-200) và Piranha (SS-389). Vào ngày 12 tháng 7, "Bầy sói" phát hiện một đoàn chín tàu buôn được khoảng sáu tàu hộ tống bảo vệ, và chuẩn bị để tấn công. Chiếc tàu buôn dẫn đầu đội hình phát hiện ra Apogon, nên đã đổi hướng để húc vào chiếc tàu ngầm. Apogon bị húc trúng bên mạn phải, làm hư hại bệ kính tiềm vọng và ăn-ten radar, nên phải kết thúc sớm chuyến tuần tra và về đến Midway vào ngày 22 tháng 7.
Thủy thủ đoàn đã sửa chữa tạm thời bệ kính tiềm vọng trước khi Apogon tiếp tục hành trình quay trở về Trân Châu Cảng, đến nơi vào ngày 26 tháng 7. Đi vào ụ tàu tại Xưởng hải quân Trân Châu Cảng, nó được thay thế hai trục chân vịt, kính tiềm vọng và bệ cùng ăn-ten radar, đồng thời động cơ diesel chính cũng được đại tu.

#### Chuyến tuần tra thứ năm
Trong chuyến tuần tra thứ năm từ ngày 12 tháng 9 đến ngày 28 tháng 10 tại vùng biển quần đảo Kuril, Apogon đã đánh chìm tàu tuần tra Choyo Maru số 6 (400 tấn) vào ngày 23 tháng 9, rồi bốn ngày sau đó lại tiếp tục đánh chìm tàu chở hàng Hachirogata Maru (1.999 tấn) và cứu vớt hai thủy thủ Nhật Bản sống sót. Không tìm thấy mục tiêu phù hợp nào khác, nó kết thúc chuyến tuần tra khi quay trở về Midway.

#### Chuyến tuần tra thứ sáu
Sau gần một tháng được tái trang bị, Apogon tiến hành chuyến tuần tra thứ sáu tại vùng biển quần đảo Kuril từ ngày 20 tháng 11. Nó chỉ có một lần tìm thấy mục tiêu, đã phóng ngư lôi tấn công và gây hư hại cho một tàu chở dầu vào ngày 19 tháng 12, trước khi kết thúc chuyến tuần tra để quay trở về Trân Châu Cảng vào ngày 5 tháng 1, 1945. Con tàu lại lên đường hai ngày sau đó để quay về vùng bờ Tây, nơi nó được đại tu tại Xưởng hải quân Mare Island ở Vallejo, California.

### 1945

#### Chuyến tuần tra thứ bảy
Trong chuyến tuần tra thứ bảy từ ngày 28 tháng 5 đến ngày 14 tháng 7, 1945 tại khu vực quần đảo Kuril và biển Okhotsk, đã tấn công một đoàn bốn tàu buôn được hộ tống vào ngày 18 tháng 6, đánh chìm được tàu vận tải Hakuai Maru (2.614 tấn) và tàu tuần tra Kusonoki Maru số 2. Đến ngày 2 tháng 7, nó tiếp tục gây hư hại cho hai tàu săn ngầm số 58 và số 65 trước khi kết thúc chuyến tuần tra tại Midway.

#### Chuyến tuần tra thứ tám
Khởi hành vào ngày 7 tháng 8 cho chuyến tuần tra thứ tám, cũng là chuyến cuối cùng trong chiến tranh, Apogon có mặt ngoài khơi đảo Marcus khi Nhật Bản chấp nhận đầu hàng vào ngày 15 tháng 8, giúp chấm dứt vĩnh viễn cuộc xung đột.
Nó quay trở về Trân Châu Cảng vào ngày 2 tháng 9, rồi tiếp tục quay trở về vùng bờ Tây, đi đến San Diego, California vào ngày 11 tháng 9. Con tàu được cho xuất biên chế vào ngày 1 tháng 10, 1945, và được đưa về Hạm đội Dự bị Thái Bình Dương.

### 1946

Vụ nổ hạt nhân 21 kiloton ngầm dưới nước trong thử nghiệm "Baker" tại đảo san hô Bikini, năm 1946.

Vào tháng 1, 1946, Apogon đi đến Trân Châu Cảng để chuẩn bị tham gia vào Chiến dịch Crossroads, một đợt thử nghiệm bom nguyên tử được tiến hành tại quần đảo Marshall. Nó đi đến đảo Bikini vào ngày 31 tháng 5, sống sót qua vụ nổ  "Able" trên không vào ngày 1 tháng 7, nhưng bị đắm trong vụ nổ "Baker" ngầm dưới nước vào ngày 25 tháng 7, 1946. Tên nó được cho rút khỏi danh sách Đăng bạ Hải quân vào ngày 25 tháng 2, 1947.

## Phần thưởng
Apogon được tặng thưởng sáu Ngôi sao Chiến trận do thành tích phục vụ trong Thế Chiến II. Nó được ghi công đã đánh chìm ba tàu Nhật Bản với tổng tải trọng 7.575 tấn.
|  |                           |  |
|  | Silver star · Bronze star |  |

| Dãi băng Hoạt động Tác chiến  |                                                                         |                                      |
| Huân chương Chiến dịch Hoa Kỳ | Huân chương Chiến dịch Châu Á-Thái Bình Dương với 6 Ngôi sao Chiến trận | Huân chương Chiến thắng Thế Chiến II |